# Osiny (Wodzisław)
Pour les articles homonymes, voir Osiny.
Osiny est une localité polonaise de la gmina de Gorzyce, située dans le powiat de Wodzisław en voïvodie de Silésie.